# Уджагорреснет
Уджагорреснет (егип. Wḏȝ-ḥr.w-rs-n.t) — египетский религиозный и государственный деятель Позднего царства, жрец культа богини Нейт. Жил в VI веке до н. э., в конце XXVI династии во время правления Амасиса II и Псамметиха III и последовавшего завоевания Египта Персидской империей (XXVI династия).

## Общественно-политическое положение
Занимал многие почётные должности, вёл дела по защите интересов саисской династии в качестве чати (эту должность можно сравнить с визирём или премьер-министром).
Должности, которые занимал Уджагорреснет:
- Саисский наместник (номарх).
- Главный лекарь Верхнего и Нижнего Египта.
- Начальник переписчиков Великих текстов.
- Командир египетского флота.
- Принимал в Египте иностранные делегации.

Личность Уджагорреснета играла ключевую роль в управлении государством. С его именем связывается конец эфемерного правления Псамметиха III и завершение всей предшествующей династии в результате захвата Египта внешними завоевателями — персами, — поскольку Уджагорреснет был адмиралом египетского флота и командовал группой греческих наёмников и карийских ополченцев в египетской армии.
После смерти в приблизительно 509 году до н.э. в возрасте 40-50 лет. некоторое время почитался в Мемфисе в качестве мудреца.

## Личность в истории
Родителями в своей автобиографии Уджагорреснет называет жреца Пефкауэмаунета и Атемирдис.
Уджагорреснет — влиятельный вельможа при дворе египетских фараонов и, как следует из его надписи, «начальник морских кораблей царя при царе Верхнего и Нижнего Египта Хнумибра (Амасисе II), начальник морских кораблей царя при царе Верхнего и Нижнего Египта Анхкара (Псамметихе III)…».
Наофорная статуя этого вельможи была установлена в храме богини Нейт в Саисе, скорее всего, на 3 или 4 год правления Дария I, и в высеченных на ней автобиографичных надписях рассказывается о почестях, выпавших на долю Уджагорреснета, и ответственных задачах, которые были ему поручены в правление сначала Камбиса, а потом и Дария. Ему было доверено составление царской титулатуры для Камбиза, по просьбе Дария он вернулся из Элама, где на тот момент пребывал царь и его ближайшее окружение (в которое, значит, входил и сам Уджагорреснет) в Египет, «чтобы установить палат(ы) Дом(ов) жизни, творящие врачевание, после того, как они пришли в упадок». Таким образом, этот вельможа занимал весьма высокое положение и при персидских правителях (как предполагает М. А. Дандамаев, он был даже включён в список царских «благодетелей») — и это при том, что Уджагорреснет был начальником флота ещё при фараонах XXVI династии. 
Помимо этого, он обладал ещё целым рядом высочайших титулов: «государь, князь, казначей царя Нижнего Египта, друг единственный, <…> управляющий дворцом» и даже был верховным жрецом III нижнеегипетского нома (ливийского), о чём говорит его титул «жрец-ренеп». Что самое удивительное, он, по-видимому, не только не лишился этих должностей при Ахеменидах (кроме звания начальника флота) но и получил новое назначение: «должность великого врача». Именно это позволило некоторым учёным (в частности, М. А. Дандамаеву) сделать вывод о том, что Уджагоресснет «не дал распоряжения об оказании сопротивления противнику и без боя сдал Саис и свой флот». 
Биография Уджагорреснета является существенным аргументом против изложенного Геродотом и другими классическими древнегреческими авторами изображения персидского завоевания Египта.

## Гробница
В конце 1980-х годов группа чехословацких египтологов из Чешского египтологического института при Карловом университете обнаружила в южной части абусирского некрополя, той части, что относится к эпохе саисского правления, остатки большой гробницы, имеющей характерные для данного периода черты погребальной архитектуры.
Раскопки гробницы показали, что за прошедшие столетия она была основательно занесена песком, и археологам потребовалось приложить немало усилий, чтобы расчистить её и провести все исследования. Выяснилось, что гробница была дважды разграблена — между IV и V веками и между IX и X веками нашей эры. Поэтому осталось мало каких-либо следов, свидетельствовавших о захоронении здесь величественного сановника. Однако вход в саму погребальную комнату оказался нетронутым, потому как был спрятан и вёл в неё через узкую шахту, похожую на колодец. В ней обнаружено ушебти с именем сановника и другие заупокойные предметы, которые не попались на глаза грабителям. Саркофаг обнаружен на самом дне колодца. В первом внешнем саркофаге, заполнявшем почти всё пространство комнаты и выполненном из известняка, был спрятан второй саркофаг из базальта в форме человека. Он выполнен в традиционном саисском стиле и содержал имя погребённого здесь человека. Однако крышка второго саркофага не обнаружена. Археологи сначала считали, что и здесь побывали грабители. Впрочем, отсутствие каких бы то ни было следов от закрывающей крышки в комнате натолкнуло археолога Мирослава Вернера на мысль, что данная гробница так никогда и не использовалась её хозяином по назначению.
Изучение гробницы позволило установить, что она начала строиться во время правления Амасиса II.